# Aphyosemion elegans
Aphyosemion elegans är en fiskart som först beskrevs av Boulenger, 1899.  Aphyosemion elegans ingår i släktet Aphyosemion och familjen Nothobranchiidae. IUCN kategoriserar arten globalt som livskraftig. Inga underarter finns listade i Catalogue of Life.